# Степанян, Роза Вартановна
Роза Вартановна Степанян (1925 — ?) — звеньевая колхоза села Айгезард Арташатского района Армянской ССР. Герой Социалистического Труда (30.04.1966).

## Биография
Родилась в 1925 году в селе Даргалу Эриванского уезда Армянской ССР, ныне – Араратской области Армении. Армянка.
Роза рано начала трудовую деятельность. Сразу после окончания сельской школы в годы Великой Отечественной войны вступила в местный виноградарский колхоз ордена Трудового Красного Знамени имени Парижской коммуны. 
В этом колхозе Роза Вартановна на протяжении двух десятилетий трудилась на виноградных плантациях, расположенных в Араратской долине, настойчиво перенимала опыт у колхозных виноградарей, шестеро из которых были Героями Социалистического Труда во главе с председателем колхоза Г. П. Хачатряном.
Позже Р. В. Степанян возглавила виноградарское звено, которое по итогам работы в 7-й семилетке (1959–1965) получило самые высокие урожаи винограда в колхозе, уже возглавляемом председателем А. М. Саркисяном.
Указом Президиума Верховного Совета СССР от 30 апреля 1966 года за успехи, достигнутые в увеличении производства и заготовок картофеля, овощей, плодов и винограда, Степанян Розе Вартановне присвоено звание Героя Социалистического Труда с вручением ордена Ленина и золотой медали «Серп и Молот».
В последующие годы 8-й пятилетки (1966-1970) труженики её звена села Айгезард продолжали удерживать первенство по урожаю солнечной ягоды и вышли победителями в социалистическом соревновании среди виноградарей Армянской ССР.
Неоднократная участница Выставки достижений народного хозяйства (ВДНХ). 
Проживала в родном селе Айгезард (до 1957 года – Анастасаван, до 1949 года – Даргалу).

## Награды
- Золотая медаль «Серп и Молот» (30.04.1966)
- орден Ленина (30.04.1966)